# Senatoconsulto Velleiano
Il Senatus consultum de obligationibus feminarum, meglio noto come Senatoconsulto Velleiano o, meglio, Velleano (in latino: Senatus consultum Velleianum o, meglio, Vellaeanum) è un atto del senato databile approssimativamente intorno alla metà del I secolo d.C. Tale deliberazione stabilì un limite alla capacità giuridica femminile, facendo divieto alle donne di intercedere pro aliis, ossia di assumere obbligazioni nell'interesse altrui.

## Datazione
L'atto fu discusso e approvato su iniziativa dei consoli Marco Silano e Velleo Tutore, sotto Claudio. La tradizionale datazione al 46 d.C., accettata da molta della critica moderna (soprattutto quella più datata), è stata più recentemente messa in discussione, in particolare dal lavoro della Tortoriello che, riprendendo studi precedenti, esclude tale datazione perché per il 46 sono note tutte le coppie consolari: il console ordinario Marco Giunio Silano non poteva quindi avere come collega un Velleo Tutore. La scoperta di un altro Marco Giunio Silano, console suffetto prima del 56 insieme ad Aulo Pompeo Paolino, ha però portato ad una nuova datazione del senatoconsulto agli anni 49, 50 o, più probabilmente, 54: Velleo Tutore sarebbe quindi stato il primo collega di Silano tra luglio e agosto del 54, e poi sostituito da Paolino.

## Divieto
Alla donna convenuta per l'adempimento di un'obbligazione contratta senza tener conto del divieto si diede l'exceptio Senatus consulti Velleiani, che inserita nella formula dell'azione con la quale era stata chiamata in giudizio avrebbe consentito al giudice di assolverla. Tale divieto, giustificato col richiamo all'animi levitas del sesso femminile, era da mettersi in relazione con la perdita della conoscenza storica dell'istituto della tutela muliebre.
La ratio della tutela risiedeva invece nel fatto che i beni della donna sui iuris ricevuti in eredità dal pater familias non andassero dispersi e che quindi il patrimonio di una determinata familia non trasmigrasse ad altra familia (tramite il rito di matrimonio della conventio in manum). Per questo gli agnati (che erano anche i successori legittimi della donna) erano investiti nell'interesse superiore dell'unità e della solidarietà familiare di un potere di controllo su particolari atti di disposizione della donna.